# Пароменский, Александр Иванович
Пароменский Александр Иванович (1850—1922) — офицер Российского императорского флота, учёный, математик, преподаватель и начальник Технического училища Морского ведомства, организатор подготовки судостроителей и инженеров-механиков флота, председатель Общества морских инженеров в Кронштадте, генерал-лейтенант по адмиралтейству, профессор и один из основателей Кубанского политехнического института.

## Биография

### Ранние годы
Пароменский Александр Иванович родился 15 августа 1850 года в селе Спас Невельского уезда Витебской губернии в семье священника Ивана Фёдоровича Пороменского и его жены Екатерины Семёновны (в девичестве Ульской, дочери почтмейстера в Невельске). Александр был старшим сыном в семье. Его младший брат Владимир (1857—1908) стал контр-адмиралом, был самым опытным минным офицером Балтийского флота.
В 1866 году, после окончания Витебской губернской гимназии, Александр Пароменский поступил в Морской кадетский корпус, который окончил в 1870 году с Нахимовской премией за успехи в учёбе. Участвовал гардемарином в длительном заграничном плавании, в 1872 году произведён в мичманы. Продолжил образование на механическом отделении Академического курса, который окончил в 1874 году по первому разряду. Служил на корвете «Варяг» строевым офицером.

### Служба в Техническом училище Морского ведомства
В 1876 году был назначен преподавателем математики в Техническое училище Морского ведомства в Кронштадте, которое располагалось в Кронштадте. Автор учебников и курса лекций по высшей математике.
В 1881 и 1882 годах Пароменский, вместе с лейтенантом И. Б. Шпиндлером, провели широкие натурные испытания ходкости и маневренности миноносок «Судак» и «Карась». В 1892 году был назначен членом конференции Николаевской морской академии. С 1894 года Пароменский исполнял должность инспектора классов в училище.
«Русский морской инженер-механик должен быть «научнее» морских механиков всех стран»
В 1896 году стал организатором Общества морских инженеров в Кронштадте, 14 марта 1896 года был избран его бессменным председателем до 1913 года. На заседания этого общества допускались и воспитанники Технического училища Морского ведомства. Целью этого общества, как было сказано в уставе, утверждённом 27 февраля 1897 года, было стремление «дать возможность морским инженерам следить за прогрессом морской техники и содействовать этому прогрессу». Пароменский неоднократно печатался в «Вестнике Общества морских инженеров флота» с обзором технических новинок флота. В 1898 году Пароменский составил исторический очерк о Морском инженерном училище императора Николая I за 100 лет (1798—1898), изданный тремя выпусками (1898, 1900 и 1911 гг.), составившими один том. В 1900 году А. И. Пароменский был производён в генерал-майоры и 6 мая 1900 того же года возглавил Морское техническое училище Императора Николая I. Несмотря на административную занятость, А. И. Пароменский, обладая высокой эрудицией, заменял в случае необходимости на учебных занятиях отсутствующих преподавателей. «Надо удивляться искусству и мужеству Пароменского вести к подъёму своё детище, будучи изолированным в своей неустанной борьбе за сохранение престижа научности училища» — писал один из многочисленных учеников Пароменского, ставший впоследствии начальником того же училища, В. П. Улановский. Пароменский проявлял большую заинтересованность в создании современной лабораторно-технической базы училища. В училище работал высококвалифицированный штат преподавателей, в том числе А. С. Попов. В своей практической деятельности Пароменский уделял большое внимание обучению и воспитанию воспитанников училища. Основным средством воспитания он считал метод убеждения и ему была чужда муштра и палочная дисциплина. 22 апреля 1907 года Пароменский был произведён в генерал-лейтенанты по Адмиралтейству.
Независимое поведение А. И. Пароменского, вводимые им новации в училище вызвали недовольство консервативных элементов и командования Морского ведомства. 22 ноября 1908 года по сфабрикованному обвинению в оскорблении императора (донос преподавателя и отделенного начальника училища И. С. Горюнова) он был снят с должности начальника училища и уволен в отставку. С 1909 года работал в гражданских высших учебных заведениях Петербурга.
За отличную службу А. И. Пароменский был удостоен многих наград, включая орден святой Анны I степени.

### В советский период
Осенью 1917 года А. И. Пароменскому было предоставлено место преподавателя высшей математики Донского политехнического института в Новочеркасске.
7 мая 1919 года А. И. Пароменский был приглашен на должности доцента кафедры математики Кубанского политехнического института. Он организовал в Екатеринодаре «нулевые» семестры для желающих поступить учиться в вузе и два года руководил этими курсами. А. И. Пароменский подготовил учебный курс по аналитической геометрии и высшему математическому анализу. 29 ноября 1920 года совет механического факультета «в воздаяние заслуг» единогласно избрал его профессором высшей математики.
Умер А. И. Пароменский 10 августа 1922 года. 12 августа 1922 года газета «Красное знамя» опубликовала некролог от учеников и сослуживцев А. И. Пароменского, в котором, говорилось: «…Александр Иванович посвящал много сил, любви и душевных чувств делу просвещения и образования русской молодежи. Состоя профессором по кафедре высшей математики, Пароменский до последней минуты, будучи больным и лежа в постели, руководил кафедрой и вел занятия на дому…». Похоронен Александр Иванович Пароменский был на Всесвятском кладбище города Краснодара. За могилой А. И. Пароменского ухаживают студенты Кубанского государственного технологического университета.